# 디즈니 제너럴 엔터테인먼트 컨텐트
디즈니 제너럴 엔터테인먼트 컨텐트(Disney General Entertainment Content)는 월트 디즈니 컴퍼니의 텔레비전 네트워크 부서다.

## 사업 부문
- ABC 엔터테인먼트
  - ABC
  - ABC 패밀리 월드와이드
  - 프리폼
  - 훌루
- ABC 뉴스
  - ABC 오디오
  - ABC 뉴스 라디오
  - 린콘 스퀘어 프로덕션
- 디즈니 브랜디드 텔레비전 (U.S.)
  - 디즈니 채널
  - 라디오 디즈니 (폐국)
  - 디즈니 XD
  - 디즈니 주니어
  - 디즈니 텔레비전 애니메이션
  - It's a Laugh Productions
- FX
  - FXP
  - FXX
  - FX Movie Channel
  - FX Entertainment
  - FX Productions
- 디즈니 텔레비전 스튜디오
  - 20세기 애니메이션 스튜디오
  - 20세기 텔레비전
  - 20세기 애니메이션
  - 서치라이트 텔레비전
  - 훌루
- 내셔널 지오그래픽
  - 냇지오 와일드
  - 냇지오 피플

## 같이 보기
- 폭스 네트웍스 그룹